# Saint-Denis-de-Cabanne
Saint-Denis-de-Cabanne település Franciaországban, Loire megyében. Lakosainak száma 1252 fő (2022. január 1.). Saint-Denis-de-Cabanne Saint-Edmond, Saint-Bonnet-de-Cray, Saint-Martin-de-Lixy, Chandon, Charlieu, Maizilly és Mars községekkel határos.

## Népesség
A település népessége az elmúlt években az alábbi módon változott:
| Lakosok száma | 1413 | 1416 | 1357 | 1305 | 1284 | 1271 | 1251 | 1260 | 1265 | 1252 |
|               | 1968 | 1982 | 1990 | 2006 | 2013 | 2015 | 2017 | 2019 | 2020 | 2022 |